# Splinternet
A splinternet ou internet fragmentada, também chamada de ciber-balcanização (em referência ao processo de cisão da extinta Jugoslávia), é um processo pelo qual a internet (rede) estaria se dividindo continuamente em sub-redes, devido a fatores como tecnologia, comércio, política, nacionalismo, religião e interesses nacionais divergentes. "Forças poderosas estão ameaçando balcanizar (dividir) a internet”, conforme escrito no The Economist (Edição Semanal); e pode em breve se fragmentar ao longo das fronteiras geográficas e comerciais.

## Uso
Países como a China ergueram o que é chamado de "Grande firewall", por razões políticas; e a Rússia promulgou a Lei Soberania da Internet, que permite que ela se divida do resto da Internet global, criando, assim, uma rede própria em seu território nacional, enquanto outras nações, como os EUA e a Austrália, discutem planos para criar um firewall semelhante para bloquear pornografia infantil ou instruções para a fabricação de armas.

## Visões
Clyde Wayne Crews, pesquisador do Cato Institute, usou o termo pela primeira vez em 2001 para descrever seu conceito de "Internets paralelas que seriam administradas como universos distintos, privados e autônomos". Crews usou o termo em um sentido positivo, mas escritores mais recentes, como Scott Malcomson, um membro do programa de Segurança Internacional da Nova América, usam o termo pejorativamente para descrever uma ameaça crescente ao status da Internet como uma rede global de redes.